# Wilhelm-Joseph Heine
Ne pas confondre avec les peintres Wilhelm Heine (1827-1885) et Friedrich-Wilhelm Heine (1845-1921).
Pour les articles homonymes, voir Heine.
Wilhelm-Joseph Heine, né le 18 avril 1813 à Düsseldorf, et mort le 29 juin 1839 dans la même ville, est un peintre et lithographe de scène de genre prussien.

## Biographie
Wilhelm-Joseph Heine naît le 18 avril 1813 à Düsseldorf,.
Il est élève de l'académie d'art de Düsseldorf. Sont citées parmi ses meilleures toiles : Le Braconnier (1834), Le Contrebandier (1834), Le service divin en prison, et Maison de paysan (1836).

Verbrecher in der kirche, lithographie (Bibliothèque du Congrès).

Le musée de Leipzig conserve de lui Verbrecher in der kirche, en français Malfaiteur à l'église,.
Il meurt le 29 juin 1839 dans sa ville natale.